# Lukas Kruse
Lukas Kruse (* 9. července 1983, Paderborn, NSR) je německý fotbalový brankář, v současnosti působí v německém klubu SC Paderborn 07.

## Klubová kariéra
S Paderbornem zažil v sezoně 2013/14 postup do německé Bundesligy, první v historii klubu.